# 아파트 (드라마)
《아파트》는 1995년 10월 21일부터 이듬해 4월 21일까지 방영된 MBC 주말연속극으로, 서울 서대문구 홍은동 서민 아파트 같은 동에 사는 네 가구의 다양한 이야기들을 담아낸 홈드라마 작품(가족극)이었다.

## 트리비아
한편, 채시라(나홍두 역)와 최진실(차나리 역)은 해당 드라마 종영 몇 주 뒤 KBS 2TV 《첫사랑》 성찬옥 역(송채환 분) 물망에 올랐으나 MBC와의 계약문제(채시라), 영화 촬영(최진실) 등 여러 가지 이유로 고사했으며 채시라는 최진실의 일일드라마 출연작인 같은 채널 《나쁜여자 착한여자》의 윤서경 역(성현아 분)이라는 물망에 올랐지만 출산 준비 문제로 거절했다. 한편, 이승연이 해당 작품의 여주인공 물망에 거론됐으나 당시 공동 MC로 활동한 《토요일 토요일은 즐거워》(토요일 오후 6시 50분)의 뒷시간이라 결국 스스로 포기했다.

## 등장 인물

### 807호
- 채시라(나홍두) : 컴퓨터 그래픽 디자이너. 결혼에는 도통 관심이 없는 독립적이고 중성적인 성격의 여성.
- 최진실(차나리) : 홍두하고 동거하는 친구. 행복한 결혼만이 지상과제인 꿈꾸는 처녀이자 여성적인 여자.[5]
- 사미자(김옥분) : 홍두 어머니

### 705호
- 오지명(한범수) : 퇴직한 전직 대기업 이사장 출신
- 변우민(한판) : 범수 아들
- 박원숙(박순정) : 범수 부인

### 옛 805호(1996년 1월 말부터 본격적으로 집을 내놓음.)
- 정한용[6] : 변응보 역 ... (중도하차)

서울 종로구 평창동 소재 건축설계 사무소에서 총무국장직으로 근무(말띠 만41세), 1995년 12월 31일부터 8개월 동안 중화인민공화국 광둥 성 광저우 출장.
- 원미경(이지경) : 응보의 아내(쥐띠 만35세)
- 이재석(변규영) : 응보의 아들(쥐띠 만11세 5학년)
- 김초연(변규리) : 응보 딸(용띠 만7세 1학년)

#### 새 805호(1996년 2월 말부터 신규 입주)
- 정선일(오광태) : 중도합류, 경기도 광주 오포면 촌놈이자 서울 영등포구 신길동 우리 한식당 지배인. 아직 돼지띠 늙은 총각.
- 구태규(오섭태) : 중도합류, 경기도 광주 오포면 촌놈이자 중장비 자격증 시험 준비생. 아직 토끼띠 총각. 한정식 식당 지배인 오광태의 사촌동생.
- 최수훈(오진태) : 중도합류, 경기도 광주 오포면 촌놈이자 일용직 선반공. 아직 뱀띠 총각. 중장비 자격증 시험 준비생 오섭태의 친아우.

### 806호
- 김민종(이우진) : 20대의 혈기왕성한 신세대 남편. 오성건설 회계과 대리.
- 김지호(전현아) : 20대의 혈기왕성한 신세대 아내. 결혼하고 나서도 어언 2년간을 아이가 없다가 1996년 3월 중순에 드디어 이우진의 아이를 임신.

### 차나리 관련 인물
- 이효정(장준하) : 중도하차, 30대의 혈기왕성한 부잣집 바람둥이. 1994년 8월 이후 입학을 한 대학원 산업공학과 공학 석사 과정 1년차 재학생.
- 박용우(박호민) : 중도하차, 지난날 나리를 쫓아다니던 가난한 20대 후반 양띠 남자. 20세 시절의 전문대학 공업기계설비학과 중퇴생 출신의 29세 시절의 늦깎이 인천교대 91학번 졸업자 출신으로 1995년 현재 29세 인천월미초등학교 첫 발령 교사.

### 나홍두 관련 인물
- 김응석(김진호) : 중도합류 및 중도하차, 치과의사. 서울 성북구 정릉동 수정 치과 원장.

### 서울 홍은동 서민 아파트 단지 관련 인물
- 김영석(신동욱) : 중도합류, 서울 홍은동 서민 아파트 단지 삼거리 부동산 공인중개사.

### 서울 홍제동 바깥동네
- 한상혁(노병철) : 중도투입 및 중도하차, 서울 홍제동 은혜 산부인과 원장. 이우진 처 전현아의 임신 소식을 알림.

### 서울 홍은동 서민 아파트 관리사무소
- 김주영(박익술) : 중도하차, 1995년 11월 2일까지 전직 서울 홍은동 서민 아파트 관리사무소장
- 최항석(고항철) : 중도하차, 1995년 11월 2일까지 전직 서울 홍은동 서민 아파트 관리사무소 부소장
- 전국근(홍익돈) : 중도합류 및 중도하차, 1995년 11월 2일부터 1996년 2월 15일까지 3개월간 전직 서울 홍은동 서민 아파트 관리사무소장
- 전국환(백근장) : 중도합류 및 중도하차, 1995년 11월 2일부터 1996년 2월 15일까지 3개월간 전직 서울 홍은동 서민 아파트 관리사무소 부소장
- 이인철(오대엽) : 중도합류, 1996년 2월 15일부터 서울 홍은동 서민 아파트 관리사무소장
- 한춘일(한창욱) : 중도합류, 1996년 2월 15일부터 서울 홍은동 서민 아파트 관리사무소 부소장

### 서울 홍은동 서민 아파트 경비실
- 강남길(박대재) : 경비원 박씨, 서울 홍은동 서민 아파트 경비원(경비실장).
- 윤석오(최석의) : 경비원 최씨, 중도하차, 1995년 11월 9일까지 서울 홍은동 서민 아파트 전직 경비원.
- 국정환(국한승) : 경비원 국씨, 중도합류, 1995년 11월 9일부터 서울 홍은동 서민 아파트 경비원.

### 서울 홍은동 서민 아파트 동네 요구르트 배달원
- 경인선(양인선) : 요구르트 배달원.
- 김화영(김혜진) : 중도하차, 1995년 11월 16일까지 전직 요구르트 배달원.
- 이숙(맹기숙) : 요구르트 배달원.

### 변응보 국장 관련 인물
- 송영웅(송치홍) : 변응보가 총무국장직으로 있는 서울 종로구 평창동 소재 건축설계 사무소 총무국 부국장. 1995년 12월 31일부터 건축설계 사무소 총무국장 직무대행.

### 변응보의 친가 관련 인물
- 심양홍(응보 부 변홍렴) : 중도투입 및 중도하차, 이지경의 시아버님(닭띠 만62세). 서울 성북구 정릉동 거주.
- 최은숙(응보 모 최승아) : 중도투입 및 중도하차, 이지경의 시어머님(개띠 만61세). 서울 성북구 정릉동 거주.
- 신충식(박복태) : 중도투입 및 중도하차, 응보 고모부(뱀띠 만54세). 충청북도 청주 지역의 대학 교수(행정학 박사 출신으로 충청북도 청주 사립 서도대학교 행정학과 행정학 교수).
- 서권순(변권숙) : 중도투입 및 중도하차, 응보 고모(원숭이띠 만51세). 충청북도 청주 지역의 경기도 수원댁.
- 유태웅(박종섭) : 중도투입 및 중도하차, 박복태하고 변권숙의 쥐띠 만23세 첫째아들. 올해에 서울 성북구 안암동 K대 독어독문학과 학사 취득 후 대학원 독일어학과 문학 석사과정 진학차 독일(본)로 유학 떠남.
- 안재욱(박종철) : 중도투입 및 중도하차, 박복태하고 변권숙의 소띠 만22세 둘째아들. 작년에 서울 서대문구 신촌동 Y대 영어영문학과 3년 중퇴 후 신규로 대학을 입학하고자 뉴질랜드(웰링턴)로 유학 떠남.
- 장동건(박종규) : 중도투입 및 중도하차, 박복태하고 변권숙의 토끼띠 만20세 막내아들. 올해에 서울 성북구 안암동 K대 서어서문학과 2년 중퇴 후 신규로 대학을 입학하고자 아르헨티나(부에노스 아이레스)로 유학 떠남.

### 이우진의 직장 동료
- 유식(남궁해룡) : 이우진 직장 상사. 오성건설 회계과 과장.
- 이경영(박경습) : 이우진 직장 선배. 오성건설 회계과 대리(회계과 대리들 중 최연장자).
- 오현섭(조병훈) : 이우진 직장 선배. 오성건설 회계과 대리(회계과 대리들 중 두번째 연장자).

### 이우진의 경상남도 창원 친가 친척 관련 인물
- 구보석(이대진) : 중도하차, 이우진 사촌 형. 경상남도 창원 시골 부농갓집 토박이지만 서울에서 잠시 노가다 일하러 옴.

### 전현아의 강원도 속초 친정 관련 인물
- 이원종(전장돈) : 중도하차, 이우진 장인(원숭이띠 만51세).
- 남윤정(남형숙) : 중도하차, 이우진 장모(돼지띠 만48세).

### 이우진 사촌형 이대재 서울 노가다 관련 인물
- 박영지(장정택) : 중도합류, 경상남도 창원 토박이 이대재(806호 이우진의 사촌 형)가 서울에서 노가다로 일하는 서울 전농동 일용직 토건 공사장 임시사무소장.
- 이원용(왕만복) : 중도합류, 경상남도 창원 토박이 이대재(806호 이우진의 사촌 형)가 서울에서 노가다로 일하는 서울 전농동 일용직 토건 공사장 임시사무소 작업반장.

### 변응보 고모부 박복태 교수의 충북 청주 제자들

#### 충청북도 청주 박복태 교수 제자로 서도대 행정학과 학생들
- 양정아(금정아) : 중도하차, 4학년 과대표 학생.
- 김환교(구범교) : 중도하차, 복학생 4학년.
- 김양욱(양태출) : 중도하차, 복학생 4학년.
- 김세형(김신덕) : 중도하차, 복학생 4학년.
- 최범호(오동찬) : 중도하차, 복학생 4학년.
- 최종환(남궁찬우) : 중도하차, 복학생 4학년.
- 정재곤(석동수) : 중도하차, 복학생 4학년.
- 윤용현(고일웅) : 중도하차, 복학생 4학년.
- 이민영(송덕의) : 중도하차, 2학년.
- 김수현(박숙자) : 중도하차, 4학년.
- 최지나(오일숙) : 중도하차, 3학년.
- 최지우(노수동) : 중도하차, 2학년.
- 이종수(원윤갑) : 중도하차, 신입생 1학년 과대표.
- 손건우(양정진) : 중도하차, 3학년 과대표.
- 조미령(신철숙) : 중도하차, 4학년.
- 나경미(태가람) : 중도하차, 2학년 과대표.
- 곽민승(도영택) : 중도하차, 3학년.
- 손민우(정옥창) : 중도하차, 복학생 4학년.

### 변응보 고모부 박복태 교수의 동료 교수
- 문회원(문철원) ·윤순홍(전쾌덕) : 중도투입 및 중도하차, 충청북도 청주 박복태 교수 동료 행정학 교수. 행정학 박사 출신.
- 한태일(함석찬) : 중도하차, 충청북도 청주 박복태 교수가 봉직하는 서도대학교의 사회과학대학 학장(양띠 만52세). 국제정치외교학 교수 출신.
- 강상구(한광수) : 중도하차, 충청북도 청주 박복태 교수가 봉직하는 서도대학교의 철학과 교수.

### 변응보 고모부 박복태 교수의 직장 상사 정 부총장 집안
- 박종설(정명을) : 중도하차, 충청북도 청주 박복태 교수의 봉직하는 서도대학교의 제2부총장(양띠 만52세). 철학 교수 출신.
- 안해숙(성윤정) : 중도하차, 정명을 부총장의 아내(돼지띠 만48세).
- 이현경(정승현) : 중도하차, 정명을 부총장의 서울 숭인동 사가(숭선 아파트)에 사는 장녀(돼지띠 만24세). 1990년 5월 말순 당시 서울 안암동 교려대 철학과 1년 중퇴 후 재수생 신분으로 차라리 돌아가 대입 재수 끝에 결국엔야 1991년 2월 당시 서울 신촌동 연세대 물리학과 합격 및 입학하였고 4년 후 1995 올해에 서울 서대문구 신촌동 연세대 물리학과 학사 과정 또한 무사히 졸업했으며 1995 연도말에 대학원 화학과 이학 석사과정 진학차 미국(시카고)으로 유학 떠남.
- 홍세은(정아현) : 중도하차, 정명을 부총장의 서울 숭인동 사가(숭선 아파트)에 사는 차녀. 사립 여자 중학교 2학년(닭띠 만14세).

## 시청률
- 초중반에는 동시간대 SBS TV 《옥이 이모》와, KBS 2TV 《목욕탕집 남자들》 등의 드라마와 접전을 펼쳤으나[7][8] SBS TV 《옥이 이모》가 종방한 이후로는, KBS 2TV 《목욕탕집 남자들》의 시청률에 밀리는 등, 1월 중순부터는 점점 격차가 벌어져[9] 후반부에는 시청률 부진을 면치 못했다.[10]
- 초중반에 30% 가까이의 시청률을 기록하여 평균 시청률은 20%대였다.

## 참고 사항
- 최진실이 드라마 촬영이 시작될 때 즈음 1995년 9월 15일 갑작스러운 교통사고로 가슴 등에 타박상을 입게 되자 울며 겨자먹기로 드라마 촬영스케줄을 수정하는 어려움을 겪기도 했다.[11][12]
- 선거 출마로 방송 출연이 금지된 정한용의 모습을 드라마 타이틀에서 미처 지우지 못하였고, 총선 출마 예정자의 90일 전부터 연예·오락 프로그램 출연을 금지한 조항을 어겨 같은 해 1월 초 방송위원회에서 주의 조치를 받은 바 있었다.[13]
- 최지나는 주연급으로 지목되었으나 신인이란 이유로 탈락한 바 있었다.[14]
- 하는 일 없고도 하릴없이 결혼할 남자 찾기에 골똘히도 열중하여 신데렐라 콤플렉스에 빠진 차나리 역(최진실)이 왜곡된 여성상을 심는 데 일조했다는 지적이 있었다.[15]